# Papenhoven

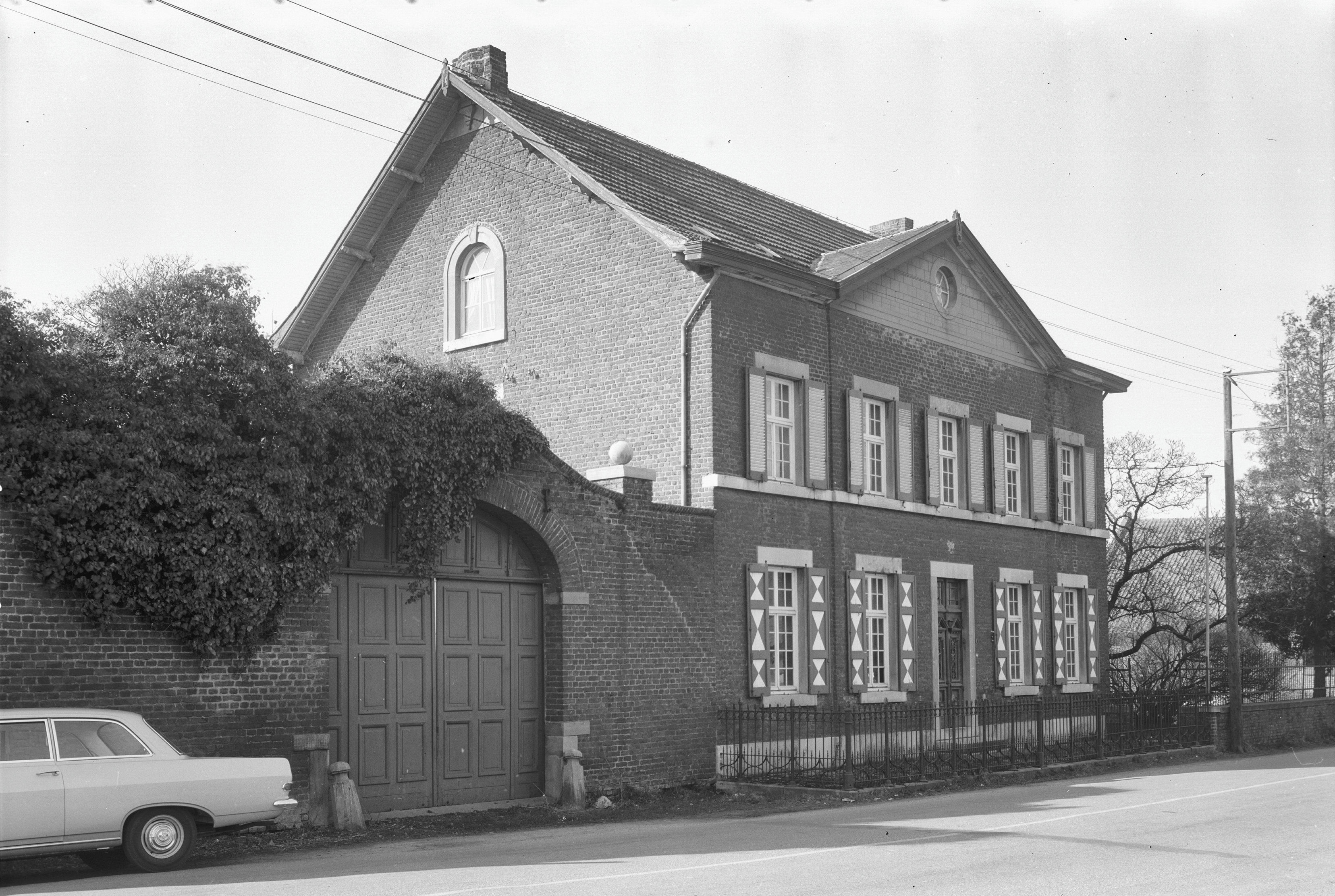
Herenhuis aan Oude Kerkstraat 1

Papenhoven (Limburgs: Papenhaove) is een dorp dat inmiddels is samengegroeid met Grevenbicht tot tweelingdorp Grevenbicht-Papenhoven. Tot 1982 maakte Papenhoven deel uit van de gemeente Obbicht en Papenhoven. In 1982 werd deze gemeente samengevoegd met de gemeenten Grevenbicht en Born tot de gemeente Born. In 2001 werd de gemeente Born samengevoegd met de gemeenten Sittard en Geleen en vormt sinds die tijd de gemeente Sittard-Geleen.
Het dorp Papenhoven vormt nu met Grevenbicht praktisch één dorp, met één parochie en een gedeeld verenigingsleven. Het dorp Papenhoven deelt de postcode met het gehucht Schipperskerk. 

## Geschiedenis
Papenhoven is in de middeleeuwen ontstaan en bezat een kerk uit die tijd met een toren van omstreeks 1300. In 1776 werd de kerk afgebroken en vervangen door een nieuwe kerk, waarbij de toren gespaard bleef. Toen in 1909 de Sint-Catharinakerk te Grevenbicht gereedkwam, werden kerk en toren van Papenhoven gesloopt.
Omstreeks 1935 smolt Papenhoven met Grevenbicht samen tot vrijwel één dorp.

## Bezienswaardigheden
- Herenhuis aan Oude Kerkstraat 1, omstreeks 1850, in traditionalistische stijl. Inclusief koetshuis, bedrijfsgebouwen en dergelijke.
- Boerderij aan Merker-Eyckstraat 25, omstreeks 1875, gedurende enige tijd als bierbrouwerij in gebruik geweest.
- Kerkhofkapel

## Natuur en landschap
Papenhoven ligt aan de Maas en de Kingbeek. De hoogte is ongeveer 31 meter.

## Nabijgelegen kernen
Grevenbicht, Schipperskerk, Born, Buchten